# Барлоу, Энди
Энди Барлоу — британский музыкант и продюсер, наиболее известный по работе с певицей Лу Роудс в группе Lamb.
Также во время затишья Lamb в 2004–09 годах, Энди выпустил несколько сторонних проектов: сольный проект под псевдонимом Hipoptimist, а также с группами Hoof и Luna Seeds. Как продюсер  он работал с группой The Ramona Flowers над их дебютным альбомом 2013 года.
Также Барлоу выпустил в 2011 году полноформатный сольник  «Leap and the Net Will Appear»  под именем LOWB. Альбом был переиздан 3 июня 2013 на лейбле Distiller Records.
С 2015 по 2017 год продюсировал альбом U2 Songs of Experience.